# Afrikan Bogajewski
Afrikan Pietrowicz Bogajewski (ros. Африкан Петрович Богаевский, ur. 27 grudnia 1872?/8 stycznia 1873 w stanicy Kamieńskiej, zm. 21 października 1934 w Paryżu) – rosyjski generał porucznik, jeden z dowódców Armii Ochotniczej, ataman Republiki Dońskiej.

## Życiorys
Pochodził z dworiańskiego rodu Kozaków dońskich. Urodził się jako syn Pietra Grigoriewicza Bogajewskigo, który wcześniej uczestniczył w obronnie Sewastopola (1854–1855) oraz w tłumieniu powstania styczniowego, a w 1878 r. odszedł ze służby w stopniu wojskowego starszyny. Bratem Afrikana był Mitrofan (1881–1918), działacz kozacki, historyk i pedagog.

### Służba wArmii Imperium Rosyjskiego
W 1890 ukończył Doński Korpus Kadetów, a w 1892 – Nikołajewską Szkołę Kawalerii i jako chorąży został skierowany do Atamańskiego Pułku Lejbgwardii Jego Wysokości.
W 1895–1900 studiował w Nikołajewskiej Akademii Sztabu Generalnego, którą ukończył z wyróżnieniem. Następnie służył w sztabie Gwardii i Petersburskiego Okręgu Wojskowego. Od grudnia 1908 – pułkownik. W 1909–1914 – szef sztabu 2 Dywizji Kawalerii Gwardii. Od października 1914 do 1 stycznia 1915 – dowódca 4 Mariupolskiego Pułku Huzarów. 10 listopada 1914 został odznaczony Orężem Świętego Jerzego za walki w czasie operacji wschodniopruskiej. Od stycznia do października 1915 – dowódca Lejb-Gwardyjskiego Kombinowanego Pułku Kozaków. 22 marca 1915 mianowany generał majorem, a 27 maja 1915 przydzielony do świty Jego Cesarskiej Wysokości. Od 4 października do kwietnia 1917 – szef sztabu atamana pochodnego wszystkich wojsk kozackich, wielkiego księcia Borysa Władimirowicza Romanowa. Od 7 kwietnia 1917 – dowódca Zabajkalskiej Dywizji Kawalerii. W tymże roku odznaczony Krzyżem Zasługi Wojskowego Orderu Świętego Jerzego z liściem laurowym za walki pod Tarnopolem. Latem 1917 – dowódca 1 Dywizja Kawalerii Gwardii. W sierpniu 1917 – zastępca szefa sztabu 4 Korpusu Kawaleryjskiego.

### Armia Ochotnicza
Opuścił 1 Dywizję Kawalerii Gwardii w Kijowie. W Stanicy Ługańskiej został aresztowany przez bolszewików i z trudem uniknął egzekucji w grudniu 1917. Następnie przybył Nowoczerkaska. 5 stycznia 1918 dowodził wojskami w rejonie Rostowa pod komendą Kaledina. Od 11 lutego do marca 1918 dowodził Aleksiejewskim Pułkiem Partyzanckim w okresie pierwszego marszu kubańskiego. W marcu – dowódca 2. Brygady Armii Ochotniczej. Od maja 1918 do stycznia 1919 pełnił rolę ministra spraw zagranicznych w rządzie atamana Krasnowa. Od 28 sierpnia 1918 generał porucznik. 6 lutego 1919  – wybrany atamanem Wszechwielkiego Wojska Dońskiego na miejsce Krasnowa. Z podległymi sobie żołnierzami walczył pod dowództwem Antona Denikina i Piotra Wrangla, reprezentując Kozaków dońskich w Rządzie Południa Rosji. Po opuszczeniu Krymu z generałem Wranglem, w listopadzie 1920, znalazł się na emigracji.

### Emigracja
Najpierw przebywał w Konstantynopolu, potem w Sofii, Belgradzie, a od 1923 w Paryżu, gdzie był współtwórcą i czołowym działaczem emigracyjnych organizacji kozackich. Publikował także w periodykach kozackich. Zmarł na zawał serca 21 października 1934 Paryżu. Został pochowany 28 października na cmentarzu prawosławnym w Sainte-Geneviève-des-Bois. 
Jego wspomnienia z okresu lodowego marszu kubańskiego Ледяной поход (Воспоминания 1918 года) wydano w 1963 w Nowym Jorku i m.in. w 2010 w Moskwie.

## Literatura, linki
- Afrikan Bogajewski na portalu hrono.ru (język rosyjski)
- Afrikan Bogajewski, 1918 год (język rosyjski)